# يوهان دي كوك
يوهان دي كوك (بالهولندية: Johan de Kock)‏ هو لاعب كرة قدم هولندي، ولد في 25 أكتوبر 1964 في سليدريخت في هولندا. شارك مع منتخب هولندا لكرة القدم. أما مع النوادي، فقد لعب مع رودا كيركراده وشالكه 04 ونادي أوترخت ونادي غرونينغن.

## وصلات خارجية
- جون دي كوك على موقع الاتحاد الدولي (مؤرشف)  (الإنجليزية)
- جون دي كوك على موقع قاعدة بيانات كرة القدم.إي يو (الإنجليزية)
- جون دي كوك على موقع بيانات كرة القدم. دي إي (الألمانية)
- جون دي كوك على موقع ناشيونال فوتبول تيمز (الإنجليزية)
- جون دي كوك على موقع عالم كرة القدم.نت (الإنجليزية)